# تهی‌خار
تُهی‌خار یا سیلَکانت Coelacanth راسته‌ای کمیاب از ماهی‌ها است که باستانی‌ترین ماهی‌های گوشتی‌باله Sarcopterygii زنده را تشکیل می‌دهند.
تهی‌خارها از نظر شجره تکاملی بیشتر به شش‌ماهیها، خزندگان، و پستانداران نزدیک‌اند تا به ماهیان عادی پرتوباله. دو گونه زنده از تهی‌خارها موجود است که هر دو از سرده لاتیمریان Latimeria هستند: تهی‌خار غرب اقیانوس هند Latimeria chalumnae، و تهی‌خار اندونزی Latimeria menadoensis.
از آنجا که تهی‌خارها تنها دو گونه زنده دارند و هر دو گونه نیز با انقراض روبه‌رو هستند این راسته در معرض خطرترین راسته جانوری در جهان دانسته شده‌است.
پیش از این باور بر این بود که تهی‌خارها در کرتاسه پسین منقرض شده‌اند تا این‌که در سال ۱۹۳۸ گونه‌ای از آن‌ها در نزدیکی جزایر قُمُر روبه‌روی کرانه‌های جنوب شرق آفریقا یافت شد. تهی‌خارها طی حدود ۴۰۰ میلیون سال گذشته تغییر کمی کرده‌اند و به این خاطر پیش از این آن‌ها را یکی از فسیل‌های زنده به‌شمار می‌آوردند اما پژوهش‌های اخیر نشان داده که تفاوت‌های زیادی در بدن تهی‌خارهای مختلف وجود دارد.
در نخستین نمونه فسیلی تهی‌خار که در سال ۱۸۳۹ توسط لویی آگاسیز توصیف شد تیغ‌های باله دُمی توخالی بودند و نام تهی‌خار به همین موضوع اشاره دارد.
تهی‌خاران به زیررده‌ای به نام پَرتوتاران Actinistia تعلق دارند که گروهی از ماهیان مرتبط با شُش‌ماهی و هم‌چنین مرتبط با شماری از ماهیان منقرض‌شده دوره دوونین نظیر استخوان‌پولکیان Osteolepidida، روزن‌پولکیان porolepiforms، ریشه‌دندانان rhizodonts، و پاندرماهیان Panderichthys است.

## کالبدشناسی
تهی‌خاران در زمره گوشتی‌بالگان هستند اما در ظاهر آن‌ها چند ویژگی وجود دارد که آن‌ها را از دیگر گوشتی‌بالگان جدا می‌کند.
باله دُمی آن‌ها سه‌تکه trilobate  و دونیم‌برابر diphycercal  است. فلس‌های کاسمین‌دار Cosmoid بدن تهی‌خاران به عنوان زرهی ضخیم از بدن آن‌ها حفاظت می‌کنند.
در عقب جمجمه تهی‌خاران یک مفصل درون‌جمجمه‌ای به صورت لولا وجود دارد که باعث می‌شود جانور بتواند دهان خود را به اندازه بسیار زیادی باز کند.
تهی‌خاران پشت‌مازه notochord دارند که لوله‌ای توخالی و تحت فشار است. در بیشتر مهره‌داران دیگر این پشت‌مازه در اوایل دوره جنینی با یک ستون مهره‌ای جایگزین می‌شود اما در تهی‌خاران به همان شکل اولیه باقی می‌ماند. قلب تهی‌خاران با قلب بیشتر ماهی‌های امروزی تفاوت دارد؛ حفره‌های قلب تهی‌خاران در یک لوله مستقیم قرار گرفته‌اند. ۹۸٫۵ درصد از محفظه مغزی تهی‌خاران با چربی پر شده و تنها یک‌ونیم درصد آن را بافت مغزی تشکیل می‌دهد. گونه‌های صورت تهی‌خاران منحصربه‌فردند زیرا استخوان آبشش‌پوش opercular در آن‌ها بسیار کوچک است و گوشته‌ای بزرگ و نرم‌بافت به عنوان پوشاننده آبشش از آن‌ها آویزان است. اندام پوزه‌ای rostral organ آن‌ها نیز که در داخل ناحیه پَرویزنی ethmoid محفظه مغزی قرار گرفته منحصربه‌فرد است. دیگر ویژگی منحصر به تهی‌خاران زنده وجود «شش چرب» است؛ ریه‌ای تک‌قسمته و پر از چربی که از بازمانده‌های ژنتیکی باستان است.

## رفتار
حرکت تهی‌خارها منحصر به فرد است و برای حرکت در پیرامون خود، معمولا از جوشش‌های به سمت بالا یا پایین جریان آب استفاده می‌کنند. باله‌های جفت آن‌ها حرکت را در آب تثبیت می‌کند. وقتی که در کف اقیانوس هستند، از باله‌های جفت شده برای هیچ نوع حرکتی استفاده نمی‌کنند. تهی‌خارها با باله‌های دُمی خود نیروی رانش لازم برای شروع سریع حرکت را ایجاد می‌کنند. به دلیل فراوانی باله‌هایش، تهی‌خار قدرت مانور بالایی دارد و می‌تواند بدن خود را تقریباً به هر سویی در آب جهت‌دهی کند. آن‌ها را حتی یه صورت ایستاده روی سر و شنا با شکم رو به بالا هم دیده‌اند. تصور می‌شود که یک اندام منقاری به دریافت الکتریکی تهی‌خار و دور زدن موانع کمک می‌کند.